# 프란츠 파피
프란츠 우어반 파피(Franz Urban Pappi, 1939년 3월 10일 ~ )는 독일의 정치학자, 사회학자이다. 파피는 독일 만하임 대학 정치학과 교수와 만하임 유럽 사회 연구센터(MZES, Mannheimer Zentrums für Europäische Sozialforschung)의 이사로 재직 중이다.
그의 연구관심 분야는 선거 이론과 유권자의 전략적 투표, 선거제도의 영향 등이다. 그 외에도 행태모델을 이용한 국제 행태 시스템과 연정이론을 다루고 있다. 그는 현재 만하임 유럽사회연구센터(MZES)에서 „기대학습과 투표결정“에 대한 연구프로젝트를 진행 중이다.

## 학자 이력
그의 학자 이력은 1964년 뮌헨 대학 사회학 연구소의 조교 서비스 사무소의 관리인으로 시작했다. 거기서 1967년 박사학위를 하고 1974년까지 쾰른대학의 경험사회조사 중앙아키브의 연구원으로 재직했다. 1974년에서 1978년까지 만하임 설문-방법론-분석 센터(ZUMA)의 연구책임자로 활동했다. 1977년 쾰른 대학에서 교수자격논문이 통과되었다. 1977년부터 1978년까지 쾰른대학에서 교수자격을 갖춘 강사로 강의를 했고 1978년에서 1990년까지 킬 대학 사회학과 교수를 역임했다. 1981년에서 1983년까지 학장을 역임하고, 1987년에서 1990년까지 부총장을 역임했다. 1986년에는 미국 시카고 대학 사회학과에서 교환교수로 1년동안 재직했다. 1989년 그는 쾰른대학 사회학과 교수와 만하임대학 정치학과 교수로 동시에 초빙되었으며, 그는 만하임에서 연구를 계속하기로 하고 1990년부터 정치학과 교수로 재직중이다. 1993부터 1996년까지 만하임 유럽사회연구센터의 소장을 역임했다. 그외도 1996년에서 1998년까지 사회대 학장으로 재직했었다.

## 연구
프란츠 우어반 파피는 경험적 사회연구분야의 연구를 통해 사회학 교수로서 독일 내에서뿐만 아니라 국제적으로도 명성을 얻고 있다. 정치학계에서도 경험적 선거연구와 양적 정치네트워크 분석, 경험적 정책연구 같은 정치사회학 분야에서의 학제적 연구를 통해 명성을 얻고 있다. 그의 방법론적, 이론적, 내용적 논문들이 사회과학분야에서 중요한 문제제기로 인정받고 있다. 이 논문들은 사회과학의 각분야에서의 다양한 이론적 시각을 바탕으로 한다는 데 의미를 지닌다. 그는 다양한 분석 방법을 사용하며 각분과 학문사의 경계의 주제를 다룬다. 그외 그는 양적 네트워크분석을 통해 사회시스템의 구조적 분석뿐만아니라 정치 구조와 정책결정 과정까지도 포함시켜 연구하였다. 그외에 그는 요즘 정치학의 경험적 정책연구의 표준적 방법이된 양적 정책 네트워크 분석의 발전에 핵심적 공헌을 한 논문을 발표하기도 했다. 그는 학제적 연구외에 이론의 경험적 적용과 이론의 현실 적용성 테스트와 같이 이론과 실제의 연결의 그의 학문의 특징중에 하나다. 팝피는 이론을 사회적 실재를 경험할 수 있는 도구로 이해한다. 그외 중요한 학문적 공헌은 데이터의 정확한 측정과 분석분야이다. 그외에 그가 킬에서 재직중일 때 스포츠 사회학의 중요한 논문을 발표했다. 거기서 쉴레스비히-홀스타인의 탁구 클럽에 관해 네트워크 분석을 통해 협회장선출의 전략적 투표에 대한 주요 연구를 발표했다